# Duneg
Duneg (Quercus pubescens), også skrevet Dun-Eg, er et mellemstort, løvfældende træ eller en stor busk med en kuplet vækst. Træer, som er vokset op i skovmiljø, har oprette hovedgrene, mens planter fra åbne arealer bliver mangestammede med udspærrede og uregelmæssige grene. Træerne bliver op til 500 år gamle, og de kan kan nå en stammediameter på op mod 1,5 meter.

## Beskrivelse
Barken er først brun med tæt, hvidlig hårbeklædning. Senere bliver den lysegrå og flaget. Gamle grene og stammer har en mørkegrå, dybt furet bark. Knopperne er spredtstillede, små og gulbrune med grå spids.
Bladene er forholdsvis store og læderagtige, omvendt ægformede med 3-7 par lapper. Bladranden er hel eller svagt lappet. De nydannede blade er hvidlige og dækket af blødt dun. Oversiden på de ældre blade er læderagtig, ru og mørkegrøn, mens undersiden er lysegrøn. Begge bladsider er dækket af fine dun, som ofte falder af hen på sommeren. Høstfarven er grøn, men bladene bliver brune i løbet af vinteren og falder af hen på foråret.
Blomstringen sker i april-maj, hvor man ser de reducerede blomster sidde i dels rent hunlige og dels rent hanlige rakler på samme træ. Frugterne er nødder (agern), som modner det første år. De sidder 2-5 på samme stilk og skålene er dækket af lysegrå til hvide skæl med et hvidt dunlag.
Rodnettet er kraftigt med en dybtgående pælerod og vidt udbredte siderødder.
Højde x bredde og årlig tilvækst: 20 x 15 m (25 x 20 cm/år). Træerne bliver op til 500 år gamle, og de kan kan nå en stammediameter på op mod 1,5 m.

## Hjemsted
Hovedudbredelsesområdet strækker sig fra Central- og Sydøsteuropa til Lilleasien, Kaukasus og Krim. Desuden vokser arten naturligt i Spanien, Frankrig, Italien og på Sardinien og Korsika. Der er endelig nogle spredte forekomster nord for Alperne, som regens for naturlige: Jurabjergene, Alsace og Rhindalen. Overalt foretrækker duneg varme, veldrænede og næringsrige kalkjorde. Den danner skove sammen med mannaask, europæisk humlebøg og frynseeg, og den optræder som pionertræ på maki og garrigue.
På bjerget Eichkogel i Wienerwald-området syd for Wien er arten skovdannende på varme, sydvendte skråninger i plantesamfundet Quercion pubescentis-petraeae sammen med bl.a. blærenød, alm. hjorterod, liguster, svalerod, bjergstenfrø, blodrød storkenæb, forårsvortemælk, hvid diktam, hvid staudeklematis, kantet kohvede, kantet konval, kirsebærkornel, lægegaltetand, navr, purpurkløver, rundbladet bærmispel, rød dværgmispel, skærmokseøje, småbladet elm, sort gyvel, tarmvridrøn, vortet benved, våradonis og weichsel

## Anvendelse
Veddet minder om stilkegs, men det er mindre bøjeligt og mere hårdt og holdbart. Det bruges som bygningstømmer og til møbler. Desuden bruges det som brænde og til fremstilling af trækul. Nødderne bruges som svinefoder.

## Underarter
- Quercus pubescens subsp. pubescens – Central- og Sydeuropa.
- Quercus pubescens subsp. anatolica – Sydøsteuropa og Lilleasien
- Quercus pubescens subsp. palensis – Nordspanien og Pyrenæerne

| Portal | Portal:Botanik |

## Note
1. ↑  Annonaceae.org: Pannonian dry vegetation along the margin of the eastern Alps S of Vienna Arkiveret 19. januar 2012 hos  Wayback Machine (tysk)